# Province cartusienne de Lombardie
Ne doit pas être confondu avec la Lombardie (région d'Italie).
Ne doit pas être confondu avec la province cartusienne de Saint-Bruno ou Lombardie extérieure.
La province de l'ordre des chartreux de Lombardie, en latin : Provincia Lombardiæ, est créée lors du chapitre général de 1301. 
Même si la plupart des chartreuses de la province sont situées en Italie. Elle correspond à un groupe de maisons ou chartreuses et non à un espace géographique. La province de Lombardie comprend d'ailleurs les deux chartreuses d'Amérique latine. La province porte le nom du pays où les maisons se trouvent principalement situées lors de la fondation.

## Histoire
Vers 1150, l'ordre est divisé en deux provinces, la province de Bourgogne et la province de Genève.
La nécessité d’une partition administrative de l’ordre se fait sentir dès le début du XIVe siècle. En 1301 les chartreuses existantes sont tout d’abord distribuées dans les provinces de France, de Provence, de Bourgogne, de Lombardie et de Genève. 
Les chartreuses balkaniques datant du XIIe siècle et les premières chartreuses allemandes fondées à partir de 1320 relèvent de la province de Lombardie, jusqu'à la fondation de la province d’Allemagne en 1335.
Dans la carte de 1370, la province de Lombardie est divisée en deux, l'une est appelée province de Lombardie rapprochée, en latin : Lombardiæ-propinquior, et l'autre de province de Lombardie éloignée ou extérieure, Lombardiæ-remotioris. Vers 1628, la province de Lombardie éloignée est appelée d'abord province des Saints Étienne et Bruno, puis simplement province de Saint-Bruno.

## Liste des chartreuses de Lombardiepropinquior
Par date de fondation :
- Casotto 1171-1802
- Val-di-Pesio 1173-1802
- Losa 1189-1200  (transfert à Monte Benedetto)
- Monte Benedetto 1200-1498  (transfert à Banda)
- Buonluogo 1229-1304
- Belmonte 1277- ?
- Parme 1285-1769
- Mombracco 1286-1642
- Gênes 1297-1798
- Albenga 1315-1799
- Milan (Garegnano) 1349-1779
- Asti 1387-1801
- Pavie 1396-1946
- Mantoue 1408-1782
- Savone 1480-1806
- Banda 1498-1598  (transfert à Avigliana)
- Avigliana 1598-1630  (transfert à Turin)
- Turin (Collegno) 1642-1855
- La Cervara 1901-1936
- Motta Grossa (Riva di Pinerolo) 1903-1998
- San Francesco (Giaveno) 1904-1994
- Maria Medianeira 1983
- Trinité (Dego) 1994
- Deán Funes 1997

## Visiteurs de la province de Lombardie
- 1334 :  Pierre de la Byolle, tout en remplissant la charge de prieur de Pomier (1332-1335), il est désigné comme visiteur de la province de Lombardie et de la province de Bourgogne en 1334[3].

- 1385 : Étienne Maconi (1346-1424)[4], profès de la chartreuse de Pontiniano, près de Sienne, prieur en 1383, puis visiteur de la province de Lombardie en 1385, prieur de la chartreuse de Milan en 1389; il suggère au duc Jean-Galéas la fondation de la chartreuse de Pavie, prieur de Žiče puis général des chartreux « urbanistes », plus tard béatifié, est un ami de sainte Catherine de Sienne et grand partisan de sa canonisation. Il travaille également beaucoup pour réunir l'ordre des chartreux divisé, les chartreux allemands et italiens sont avec le pape de Rome, et ceux de France et d'Espagne suivent le pape d'Avignon[5]. Il abdique en faveur de la réunification de l'ordre en 1410.

- ~1460 : Étienne de Crivolo (†1494), originaire de la région de Verceil, profès de Val-di-Pesio, procureur de la chartreuse de Rome, puis prieur de Casotto, de Val-di-Pesio, visiteur de la province de Lombardie.

- 1563 : Jean de Libra ou Delibra (le Vieux), né à Montauban, il étudie à l'Université de Cahors, y occupe une chaire pendant quelques années, se fait moine à la chartreuse de Cahors en 1533, prieur de Glandier, puis de Castres en 1545, de Glandier (1557-1563), visiteur commissaire des trois provinces italiennes et prieur de Milan, revient d'Italie en 1563, nommé, pour la deuxième fois, prieur de Castres[6], visiteur d'Aquitaine[7].

- 1563 : Pierre Destanno de l'Estang ou Pierre de Lestang, profès de Glandier, prieur de Glandier (1556-1557), de Villefranche, de Cahors, de Florence, co-visiteur avec dom Delibra[8].

- 1772 : Archangelo Bruno (†1789), Profès et prieur de la chartreuse de Turin